# Histoire philatélique et postale du grand-duché de Toscane
Ceci est une introduction à l'histoire postale et philatélique du grand-duché de Toscane. Le grand-duché de Toscane était un état italien indépendant entre 1569 et 1859, qui a été occupé par la France de 1808 à 1814. Le duché recouvre la plus grande partie de la Toscane, avec Florence pour capitale.  En décembre 1859, il cesse officiellement son existence pour rejoindre les Provinces réunies de l'Italie centrale avec les duchés de Modène et de Parme. Cette union est finalement annexée par le royaume de Sardaigne quelques mois plus tard en mars 1860.
En 1862 il devient une région de l'Italie. Entre 1851 et 1860, la Toscane a émis deux timbres qui figurent parmi les plus chers au monde, et plus précisément le timbre italien le plus côté.

## Les premiers services postaux
Les premières traces de services postaux en Toscane se manifestent sous forme de lettres privées entre 1300 et 1400. En 1704, Jean Gaston de Médicis promulgue un décret pour transformer cette organisation en un service national assurant collecte, transport et distribution de lettres. Au départ il fonctionnait seulement entre les  villes de Florence, Pise et Livourne,.

## Départements français
Une grande partie du Grand-duché de Toscane a été occupée par la France peu après la Révolution française et sous l'Empire. Cette région a été organisée en départements (voir Liste des 130 départements de 1811). L'administration postale a donc mis en place des marques postales linéaires sur le même modèle que celui de la France. Ainsi Florence était le chef-lieu du département de l'Arno et avait comme numéro de département 112. On trouve donc des lettres avec la marque 112 Florence.

### Arno
Le département de l'Arno a été sous administration française du 24 mai 1808 au 21 mai 1814. Son numéro de département était le 112.
| Ville              | Marque (exemple)      | Date | Cotation | remarques |
| ------------------ | --------------------- | ---- | -------- | --------- |
| Florence           | 112 FLORENCE          | 1809 | D        | 2 types   |
| Arezzo             | 112 AREZZO            | 1808 |          |           |
| Cortone            | 112 CORTONE           | 1810 |          |           |
| Dicomano           | 112 DICOMANO          | 1814 | E        |           |
| Empoli             | 112 EMPOLI            |      |          |           |
| Lucignano          | 112 LUCIGNANO         |      |          |           |
| Modigliana         | 112 MODIGLIANA        |      |          |           |
| Montevarchi        | 112 MONTE-VARCHI      |      |          |           |
| Pistoia            | 112 PISTOIE           |      |          |           |
| Pistoia            | 112 PISTOIA           |      |          |           |
| Rocca San Casciano | 112 ROCCA S. CASCIANO |      |          |           |
| Sansepolcro        | 112 SAN-SEPOLCRO      |      |          |           |

### Méditerranée
Le département de la Méditerranée a été sous administration française du 24 mai 1808 au 21 mai 1814. Son numéro de département était le 113.
| Ville        | Marque (exemple)  | Date | Cotation | remarques |
| ------------ | ----------------- | ---- | -------- | --------- |
| Livourne     | 113 LIVOURNE      |      |          |           |
| Pescia       | 113 PESCIA        |      |          |           |
| Pietrasanta  | 113 PIETRA-SANTA  |      |          |           |
| Pise         | 113 PISE          |      |          |           |
| Pontedera    | 113 PONTE-D'ERA   |      |          |           |
| Portoferraio | 113 PORTO-FERRIAO |      |          |           |
| Volterra     | 113 VOLTERA       |      |          |           |

### Ombrone
Le département de l'Ombrone a été sous administration française du 24 mai 1808 au 21 mai 1814. Son numéro de département était le 114.
| Ville               | Marque (exemple)  | Date | Cotation | remarques |
| ------------------- | ----------------- | ---- | -------- | --------- |
| Sienne              | 114 SIENNE        |      |          |           |
| Grosseto            | 114 GROSSETTO     |      |          |           |
| Montepulciano       | 114 MONTEPULCIANO |      |          |           |
| Radicofani          | 114 RADICOFANI    |      |          |           |
| San Quirico d'Orcia | 114 ST QUIRICO    |      |          |           |

## De 1814 à 1851
Cette période marque le retour à l'indépendance du Grand Duché. Les marques françaises sont encore utilisée en ayant supprimé (gratté) le numéro de département. En 1839, de nouvelles marques furent mises en service avec l'indication de la date d'envoi .
Cette période est également celle des premiers traités postaux. Le 31 décembre 1838, la Toscane signe un accord postal avec le royaume de Sardaigne et le 8 avril 1839 avec l'Autriche. Ces traités réglaient des problèmes de tarifs postaux et de procédures de transport.

## Les premiers timbres de Toscanne

### Le Marzocco

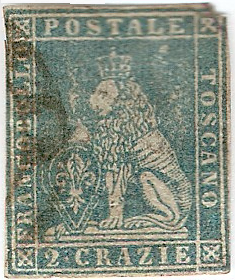
2 crazie de 1851

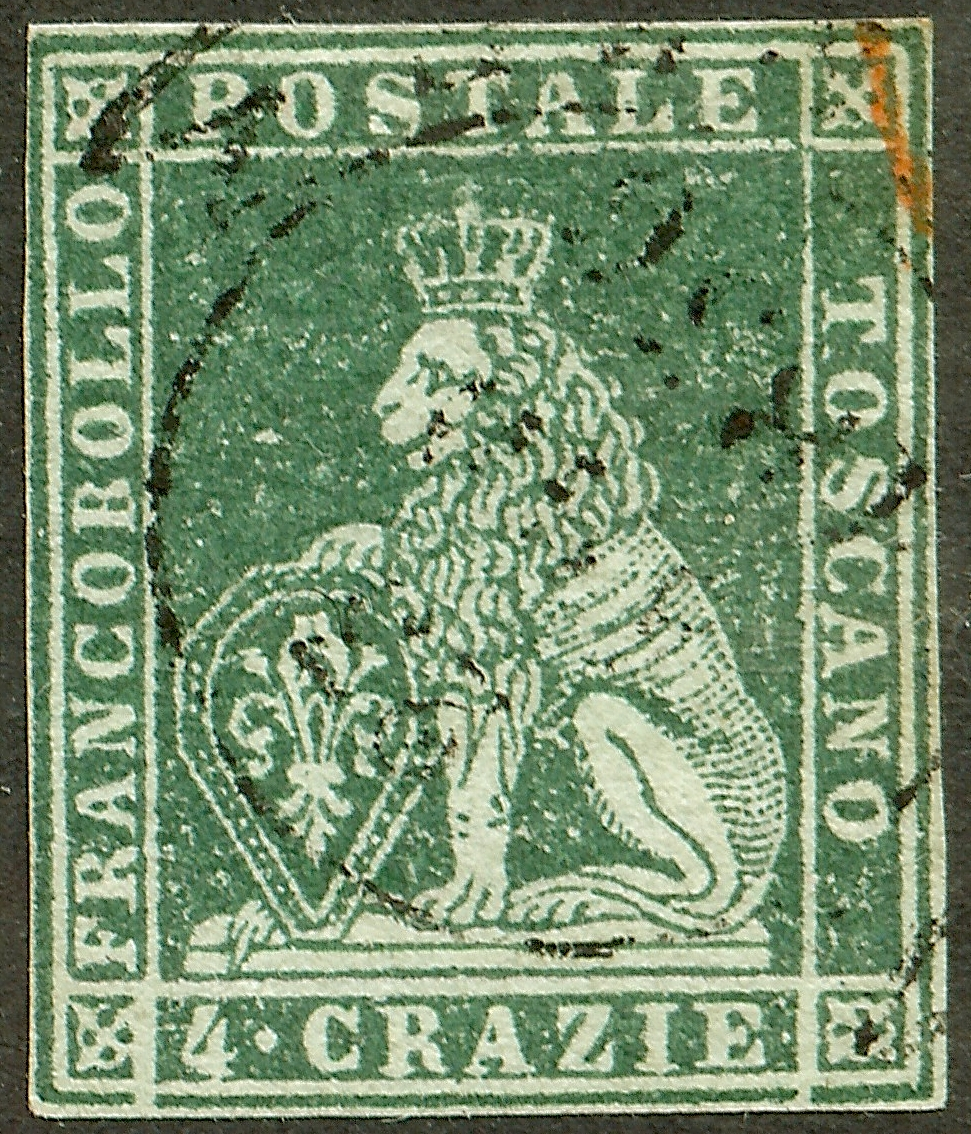
4 crazie de 1851

La Toscane émet ses premiers timbres le 1er avril 1851. Le sujet représente un lion couronné qui pose la patte sur un bouclier décoré par un motif de fleur de lys. Cette série est connue sous le nom de Marzocco. Il est inspiré de la sculpture de Donatello qui se trouve sur la Piazza della Signoria à Florence.
Les valeurs sont exprimées en crazie (crazia), soldi et quattrini. Plus précisément le florin toscan était divisée en 12 crazie, ou 20 soldi ou 60 quattrini. La toute première émission comprenait 5 valeurs : 1 soldi, 2 soldi, 2 crazie, 4 crazie et 6 crazie. En juin 1851, 2 valeurs furent ajoutées (1 et 9 crazie). Enfin en 1852 deux nouvelles valeurs firent leur apparition : 1 quattrino pour les journaux et 60 crazie pour les envois internationaux.
Tous ces timbres étaient non dentelés et imprimés par feuille de 240 sur du papier teinté qui contenait un filigrane à base de couronnes. 
| Valeur      | Couleur            | Date       | Cotation neuf | oblitéré | lettre |
| ----------- | ------------------ | ---------- | ------------- | -------- | ------ |
| 1 quattrino | noir               | 1852       | F             | E        | F      |
| 1 soldi     | ocre               | avril 1851 | F             | E        | F      |
| 2 soldi     | écarlate           | avril 1851 | F             | F        | F      |
| 1 crazie    | carmin             | juin 1851  | E             | D        | E      |
| 2 crazie    | bleu               | avril 1851 | E             | D        | D      |
| 4 crazie    | vert               | avril 1851 | E             | D        | D      |
| 6 crazie    | bleu noir sur gris | avril 1851 | E             | D        | E      |
| 9 crazie    | violet brun        | juin 1851  | F             | D        | E      |
| 60 crazie   | Rouge écarlate     | 1852       | G             | F        | G      |

En 1857 la plupart de ces timbres firent l'objet d'une nouvelle émission sur papier blanc et avec un filigrane différent.